# Narwal
De narwal (Monodon monoceros) is een arctische tandwalvis die behoort tot de familie van de grondeldolfijnen (Monodontidae). De wetenschappelijke naam van de soort werd in 1758 gepubliceerd door Carl Linnaeus in de tiende editie van Systema naturae. Het dier wordt ongeveer 4 tot 5 meter lang, waarbij de slagtand niet is meegerekend. De bijnaam van de narwal is eenhoorn van de zee.
De narwal is nauw verwant aan de witte dolfijn of beloega.

## Uiterlijk
De narwal is grotendeels wit van kleur, met grijze en zwarte spikkels op hoofd, rug en vinnen.
Zijn vinnen zijn relatief klein, ongeveer 30 tot 40 cm lang, en afgerond.
Narwals hebben geen rugvin, wel een kleine rugplooi. De ronde staartvin is 100 tot 120 cm breed.

### Slagtand
Mannelijke narwals worden gekenmerkt door een enkele lange slagtand die uit de linkerkant van de bek naar voren steekt. Deze tand kan een lengte van 3 meter hebben en vertoont een spiraalpatroon van rechts naar links.
Er werd lang gedacht dat de mannetjes deze tand gebruikten bij zwaardgevechten om de hiërarchie vast te stellen. In 2005 publiceerde een team van wetenschappers van Harvard en the National Institute of Standards and Technology, onder leiding van dr. Nweeia, de resultaten van een onderzoek, waarin ze stellen dat de tand een zeer gevoelig tastorgaan is.

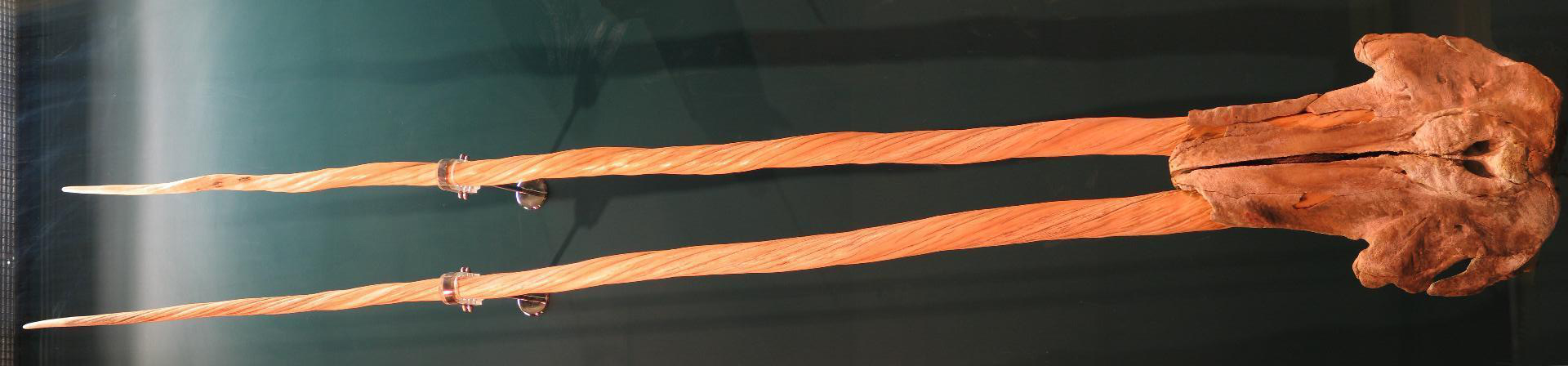
Twee slagtanden komen slechts zelden voor.

Bij het onderzoek werd de slagtand onder een elektronenmicroscoop bekeken. Men vond nieuwe details in de opbouw van de tand, met name zo'n 10 miljoen zenuwtunnels, vanuit de kern van de slagtand naar het oppervlak, waardoor ze in verbinding staan met de buitenwereld. De wetenschappers stellen dat de zenuwen subtiele verschillen kunnen waarnemen in temperatuur, druk, de samenstelling van het water en de lucht, en waarschijnlijk zelfs meer, wat de narwal unieke zintuiglijke eigenschappen zou kunnen geven.
De slagtand van de narwal is in de geschiedenis vaak als hoorn van een eenhoorn tegen astronomische bedragen verkocht. Met het uitsterven van de mythe van de eenhoorn, groeide de mythe van de slagtand van de narwal. Ontdekkingsreizigers stelden dat de slagtand gaten in dik ijs kon prikken en dat mannetjes-narwallen deze tand voor een zwaardgevecht om de macht gebruikten. In 1870 vertelde Jules Verne hoe een narwal schepen doorboorde. "Hij boort net zo makkelijk door een scheepshuid als een boor door een houten ton".
Bij ongeveer een op de 500 mannetjes komen twee slagtanden voor; bij hen groeien allebei de tanden door.
In 2017 verscheen een publicatie waarin werd gesteld dat de tand gebruikt wordt om vissen te verdoven zodat deze makkelijker gegeten kunnen worden. In 2025 beschreef een publicatie daarnaast ook spelgedrag met de slagtand, waarbij ze met vissen spelen zonder het doel die uiteindelijk op te eten.

## Voorkomen
Narwals komen voor in het noordpoolgebied en in het subpolaire gebied, maar vooral in het oostelijke deel van de Canadese noordpool en het westen van Groenland. Ze worden echter ook gezien bij de oostelijke kust van Groenland, bij IJsland, Noorwegen (Spitsbergen) en Rusland. In het oosten van Siberië, Alaska en het westen van de Canadese noordpool zijn het zeldzame verschijningen.

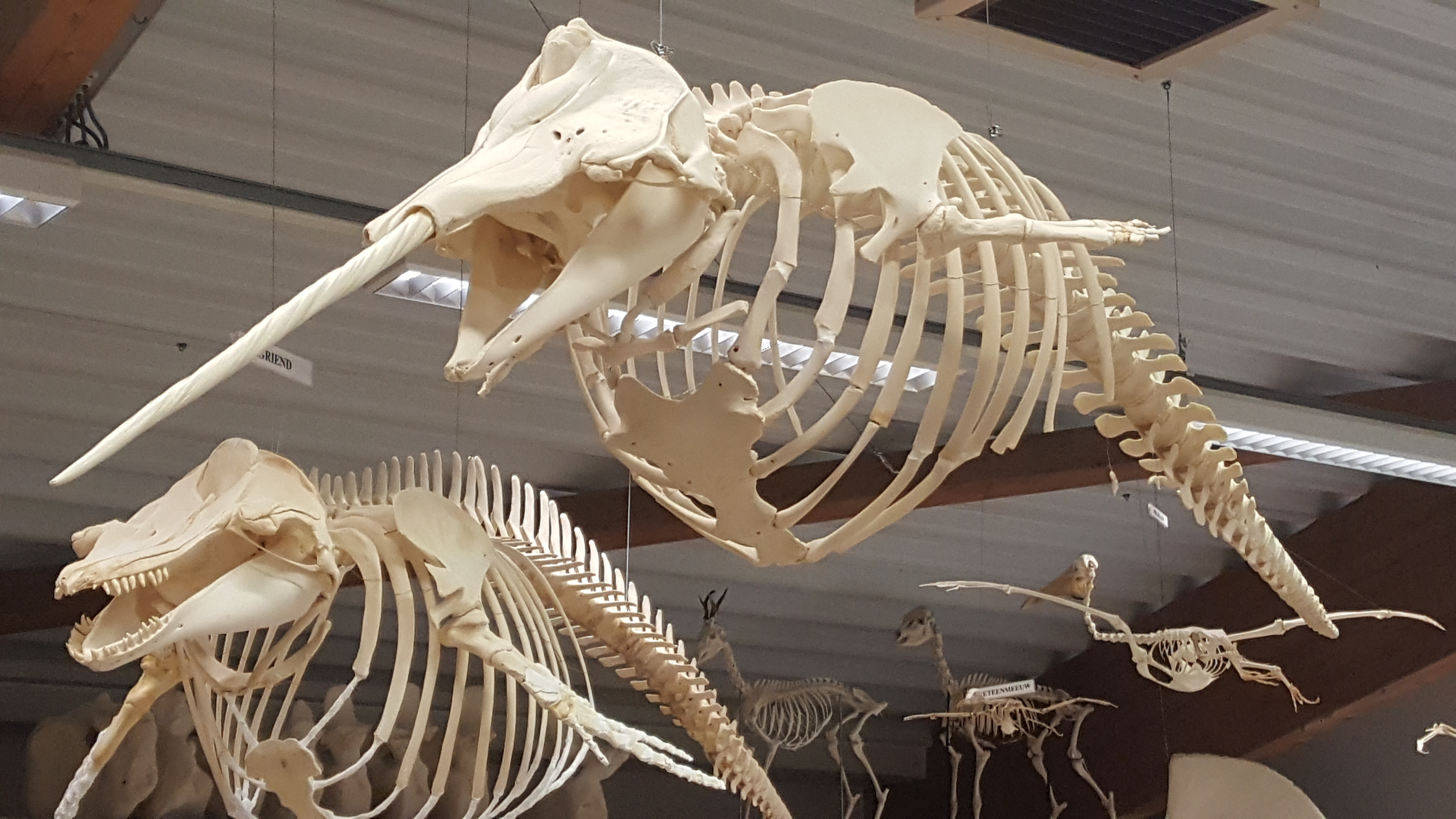
Skelet van de narwal die in 2016 in België aanspoelde.

De narwal wordt nauwelijks zuidelijker dan de 70e graad noorderbreedte gevonden. In 1912 werd er één in het Nederlands deel van de Noordzee gevangen. In 2016 werd in België het kadaver van een jonge mannelijke narwal aangetroffen op de Schelde aan de sluis van Wintam nabij Bornem, wat meteen ook de meest zuidelijke waarneming van een narwal in Europa betrof.

## Voortplanting
Narwals paren tussen maart en mei. Na 15 maanden worden de kalfjes in juli en augustus geboren. Een enkele keer wordt een tweeling geboren, maar meestal krijgt de moeder slechts één kalf. Een narwal drinkt één à twee jaar lang moedermelk.

## Gedrag en vijanden
Narwals voeden zich met vis, garnalen en inktvissen. Het zijn langzame zwemmers, ze verstoppen zich onder het zee-ijs voor hun natuurlijke vijanden waaronder de ijsbeer, de orka en de walrus. Sommige Inuit jagen op narwals. In Groenland worden daarvoor nog de traditionele methoden gebruikt maar snelle boten en geweren doen steeds meer hun intrede in Noord-Canada. Vroeger werd aan de slagtand bijzondere geneeskracht toegedicht, met name de kracht om gif te neutraliseren.

## Synoniemen
Nederlandse synoniemen voor de narwal zijn zee-eenhoorn, eenhoornvis en neushoornvis. De naam 'narwal' is echter veel gebruikelijker en wordt in veruit de meeste publicaties verkozen.
Synoniemen van de wetenschappelijke naam zijn: Narwalus microcephalus Lacépède, 1804; Narwalus vulgaris Lacépède, 1804; en Ceratodon monodon Pallas, 1811.